# تشيك ألبين
تشيك ألبين (بالإنجليزية: Chick Albin)‏ هو لاعب كرة قدم أمريكي، (ولد في فول ريفر في الولايات المتحدة 1890  م). لعب مع Fall River Rovers ‏.